# L'Etivaz
L'Etivaz (le « z » ne se prononce pas, le « L’ » est indissociable du nom) est un fromage à pâte dure, pressée et cuite fabriqué uniquement à l’alpage pendant la saison d’estivage (mai à octobre), dans les préalpes et alpes vaudoises, en Suisse. Il tire son nom du village de L'Étivaz (dans la commune de Château-d'Œx), où sont installées les caves d’affinage. 

## Description
Il est fabriqué à partir du lait cru de vaches présentes dans les pâturages situés entre 1 000 et 2 000 mètres d’altitude, dans les communes vaudoises de Château-d'Œx, Rougemont, Rossinière, Ormont-Dessous, Ormont-Dessus, Leysin, Corbeyrier, Villeneuve, Ollon et Bex.
De goût franc et aromatique, fruité, avec un léger goût de noisette, sa pâte est de couleur jaune ivoire. On le trouve en meules de 10 à 38 kg. La production de l'été oscille entre 320 et 330 tonnes, soit 12 000 à 14 000 pièces.
Sa meilleure période de consommation s'étend de mars à octobre.
En 2000, L'Etivaz est devenu le premier produit suisse, autre que du vin, à obtenir une appellation d'origine contrôlée (AOC). En 2013, le terme a été remplacé par appellation d'origine protégée (AOP).

## Fabrication
L’Etivaz est fabriqué de manière très artisanale, mais avec des normes strictes, dans de grands chaudrons en cuivre sur le feu de bois. Cette fabrication nécessite un savoir-faire et des gestes traditionnels qui confèrent au produit toute sa qualité. 
Les fromages sont trempés 24 heures dans la saumure, ils seront ensuite salés et brossés régulièrement au sel puis stockés sur des planches d'épicéa et retournés tous les cinq jours. Les meules sont affinées au moins cinq mois dans les caves. Certaines meules sont choisies et séchées dans un grenier pendant près de trois ans mais elles peuvent être mises en vente dès le septième mois en fonction de la maturation. Rabotées, elles donnent les fameux rebibes de L'Etivaz (copeaux de fromage).